# Фернет Сток

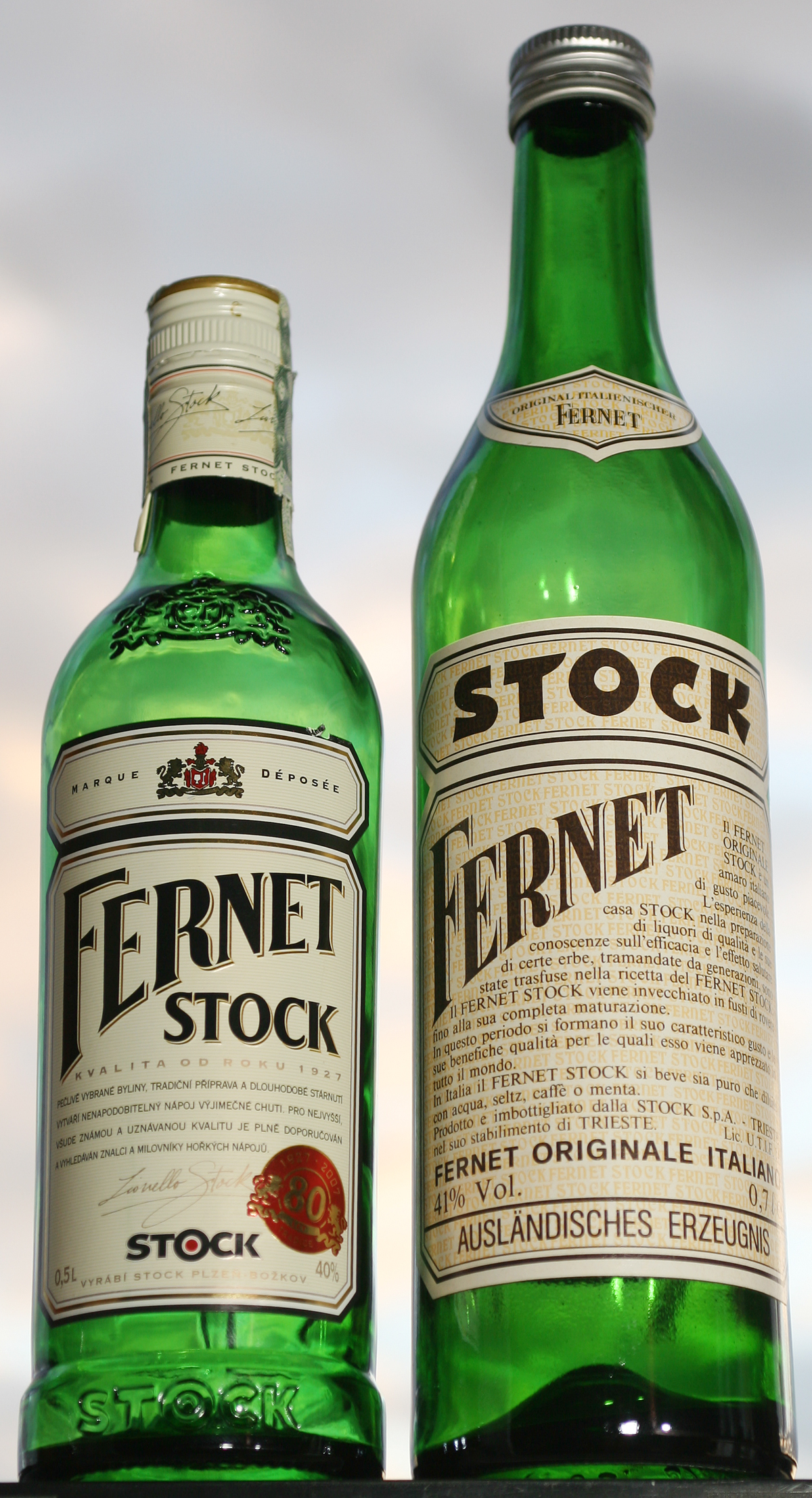
Фернет Сток чеського (зліва) та італійського виробництва

Фернет Шток (чеськ. Fernet Stock) — чеський міцний трав'яний лікер. Склад і рецептура тримаються в таємниці, хоча достеменно відомими є принаймні три компоненти: корінь тирличу, золототисячник та ромашка.